# Sfera con sfera
Esfera dentro de esfera o Sfera con sfera, también conocida como la «esfera de Pomodoro» es una serie de esculturas de bronce creadas por el escultor italiano Arnaldo Pomodoro, estas esculturas tienen la característica de ser una esfera fracturada cuyo interior es otra esfera rota. Existen una serie de esculturas (los diámetros varían) que pueden ser vistas en muchas partes del mundo, incluyendo:
| - Museos Vaticanos, Roma - Palazzo della Farnesina, Roma - Trinity College (Dublín), Dublín - Sede de las Naciones Unidas, Nueva York - Pesaro, Italia | - Museo Hirshhorn y Jardín de Esculturas, Washington, D.C - Seminario Teológico Cristiano, Indianápolis - Museo de Arte de Columbus, Colón, Ohio - M. H. de Young Memorial Museum, San Francisco | - Museo de Arte Contemporáneo de Teherán, Teherán - Des Moines Centro de arte, Des Moines - Hakone Museo de Aire abierto, Hakone - Universidad de California en Berkeley - Universidad de Tel Aviv, Tel Aviv |

Cabe destacar que esta, posiblemente, sea una representación del concepto de concavidad, que muestra una perspectiva terrestre cóncava, que también contiene una esfera celeste en el centro. Alternativamente, también podría representar el mundo rompiendo con la visión ptolemaica del cielo, una referencia a Copérnico y Galileo.
También se dice, "Pon la verdad en frente de todos para que nadie la vea" la esfera también puede representar la esfera que miramos cada noche y que brilla gracias al reflejo con los rayos solares, La Luna.

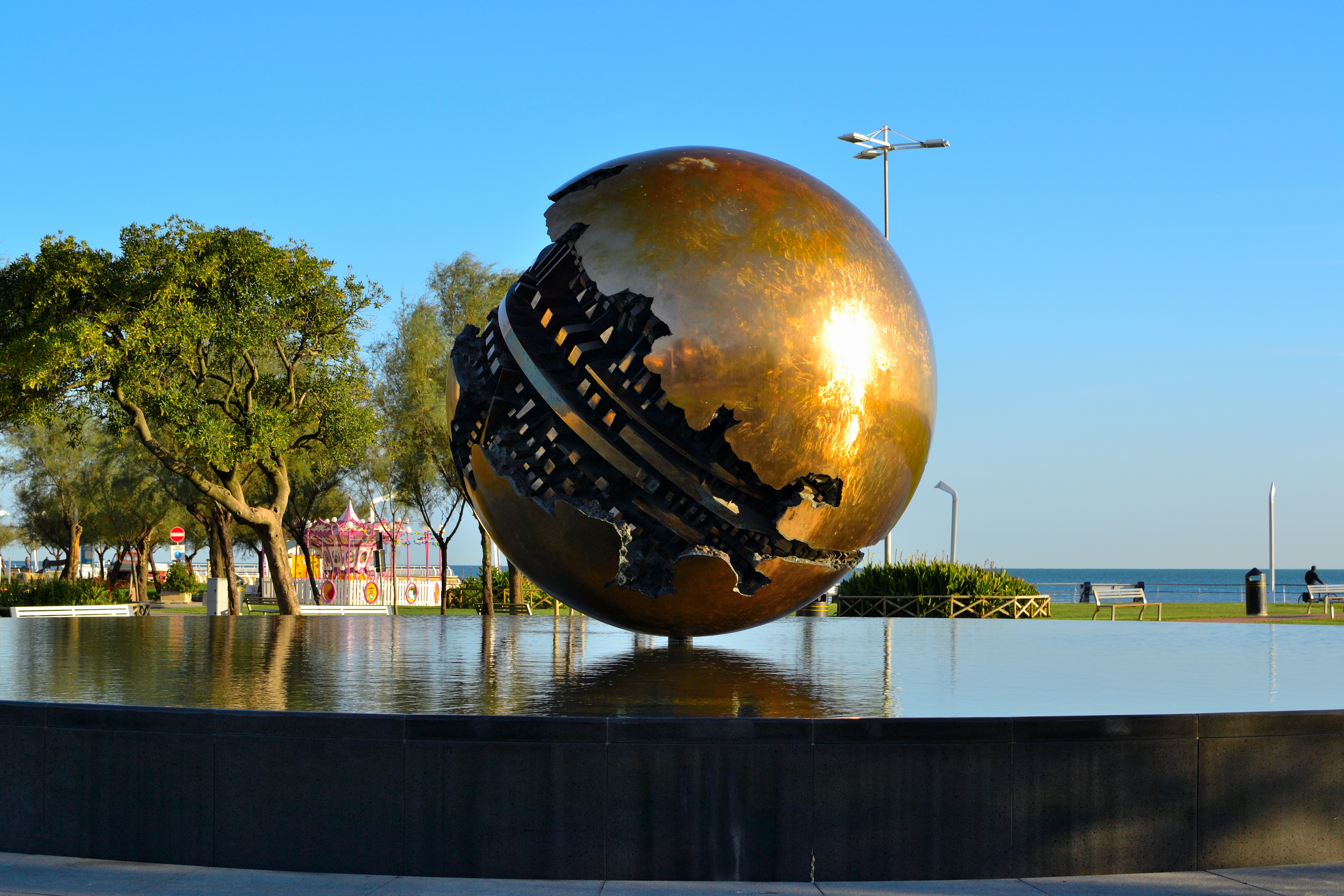
Pesaro (Italia)
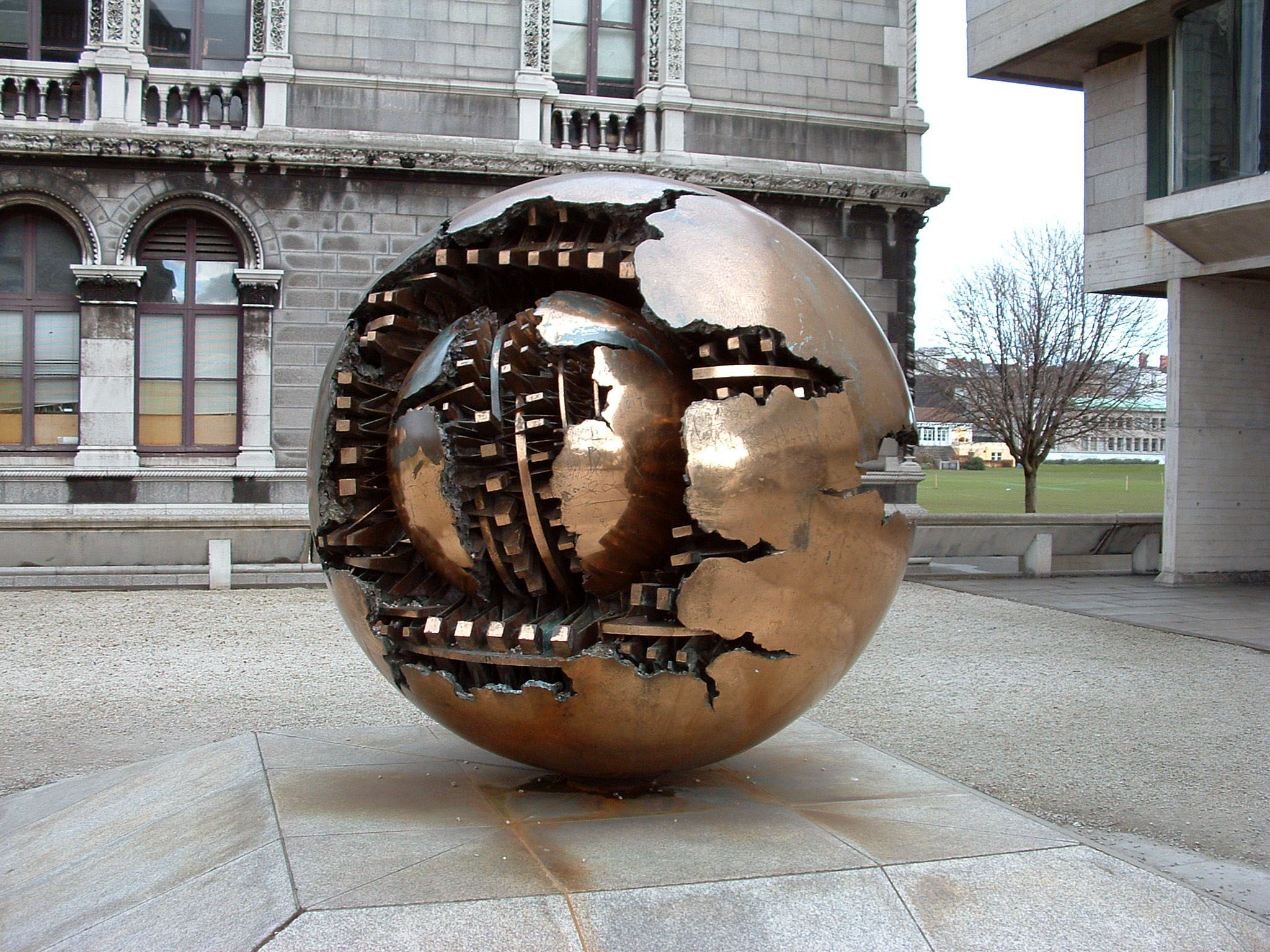
Trinity College de Dublin en Irlanda
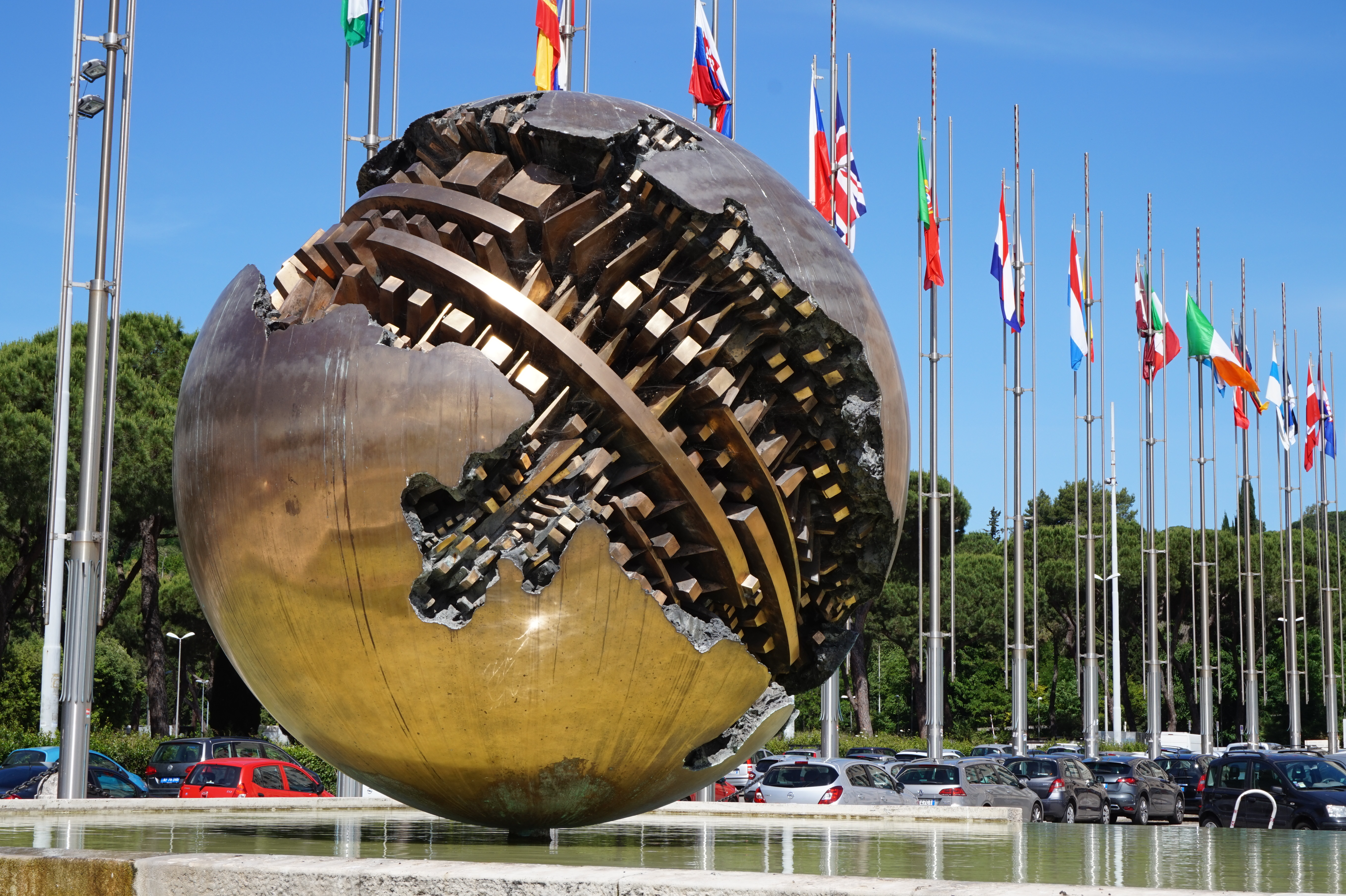
Palazzo della Farnesina del ministerio de Asuntos Exteriores italiana de Roma
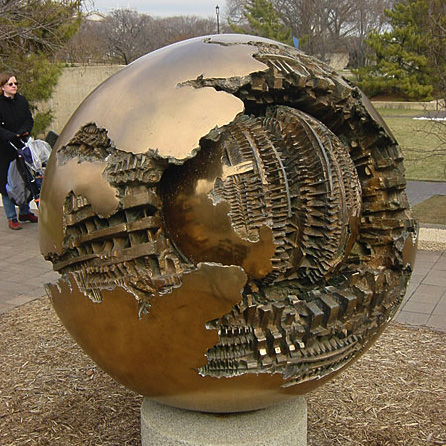
Museo Hirshhorn y Jardín de Esculturas de Washington DC
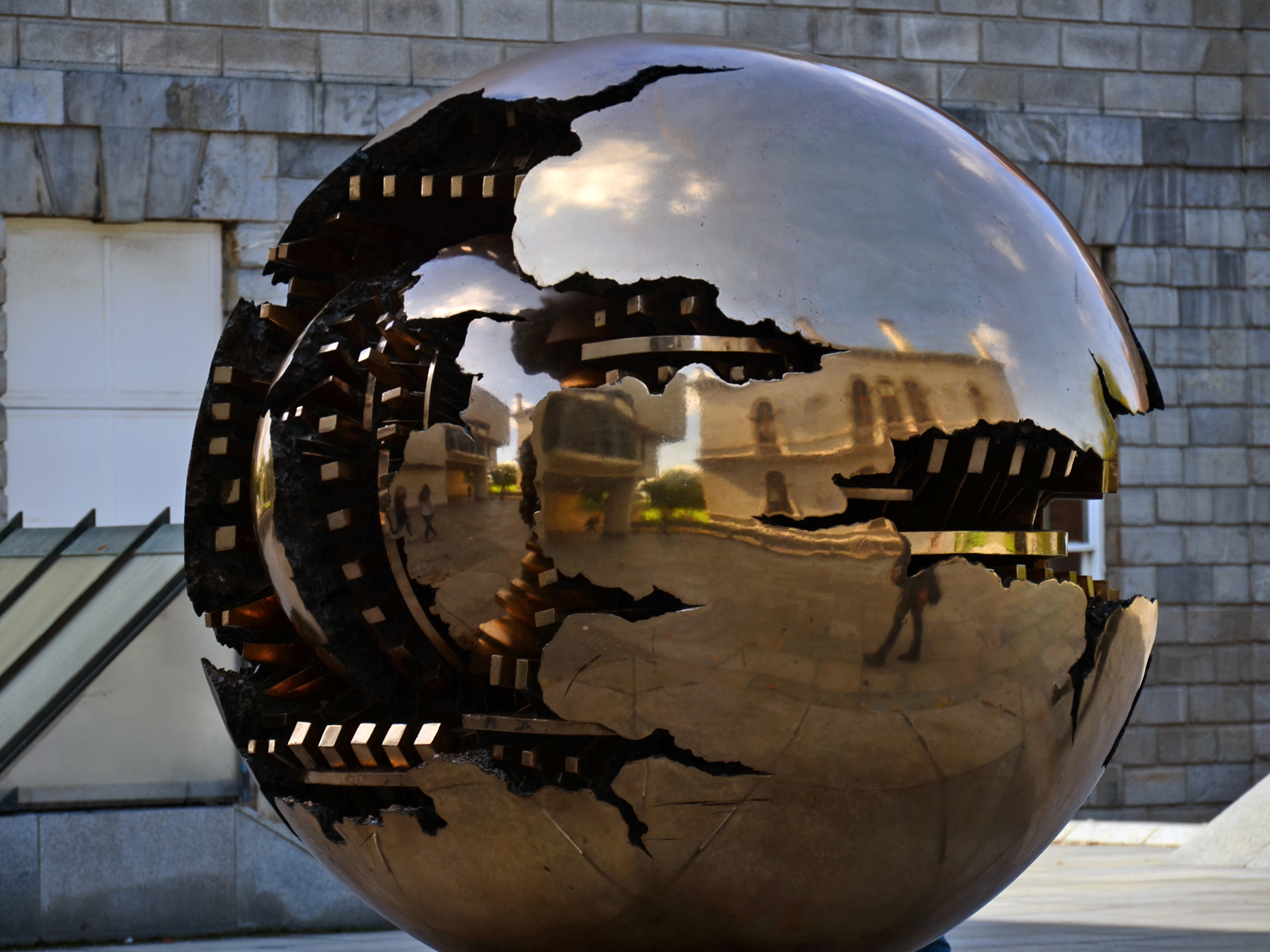
Trinity College (Dublín), Dublín

## Variantes geométricas
Algunas variantes geométricas en formas de disco, cono, tetraedro, pirámide, triángulo o de cubo expuestos en diversos lugares del mundo.

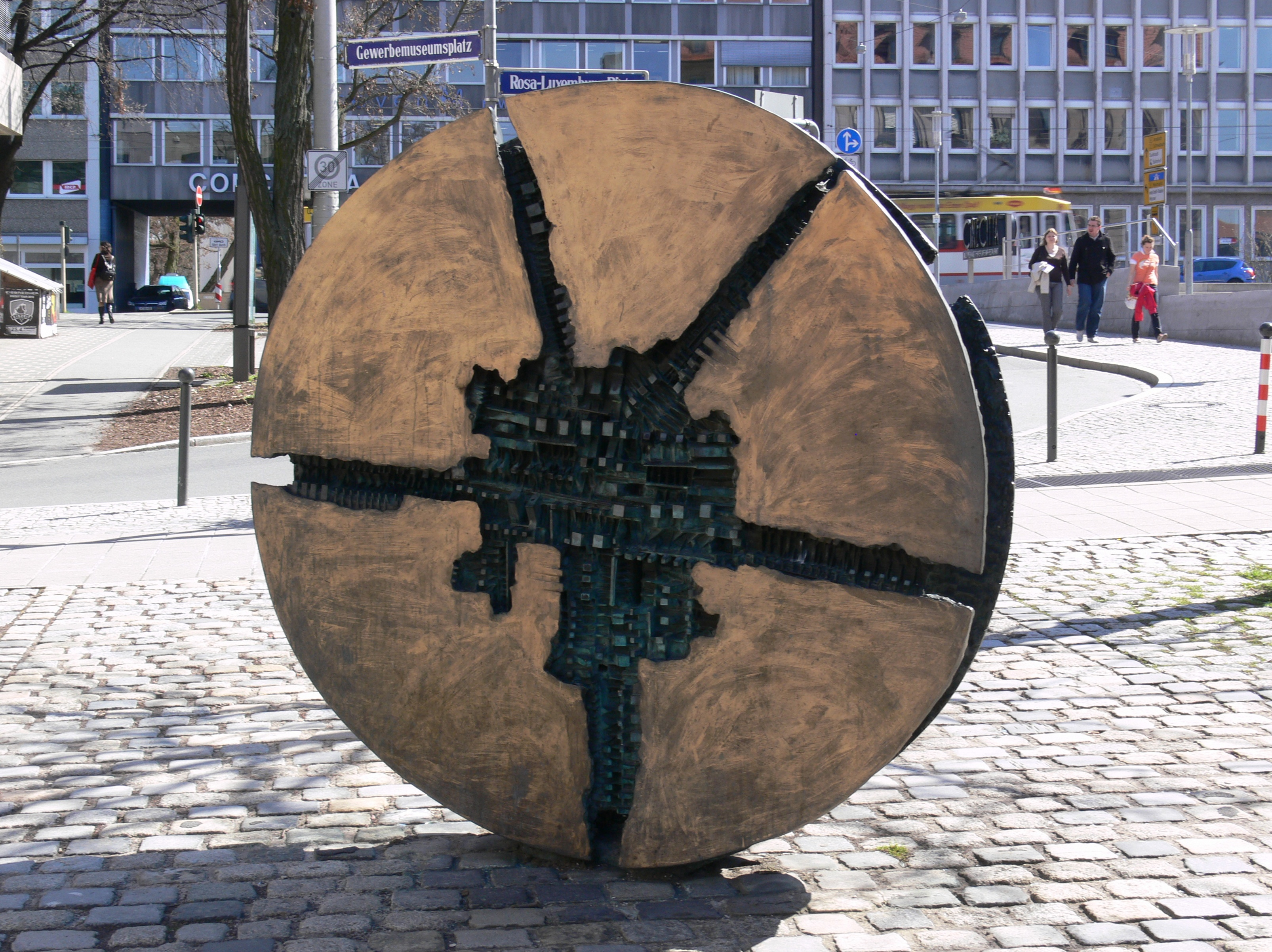
Grande Disco, plaza Rosa Luxemburgo, Nuremberg
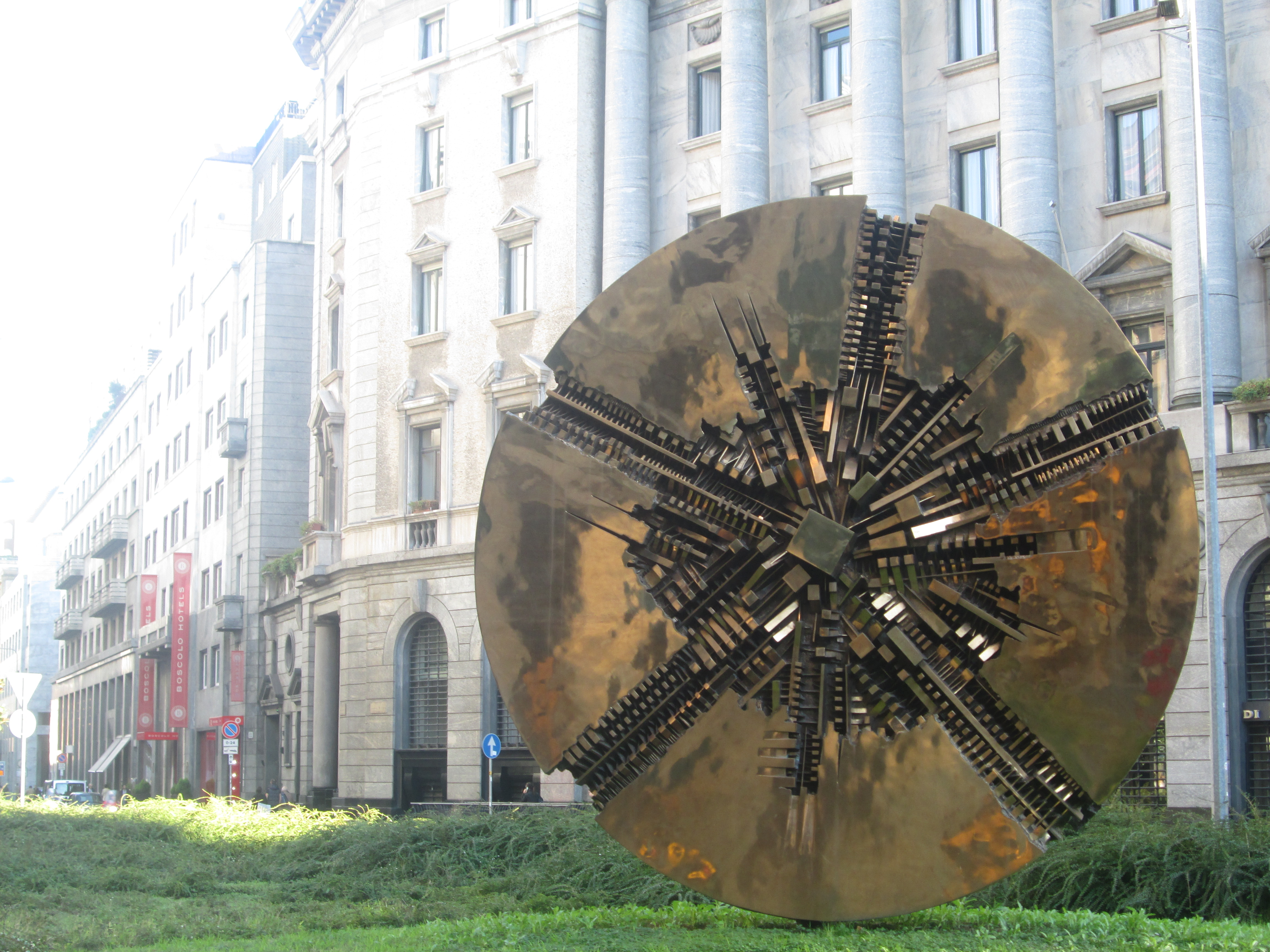
(1972), Milán
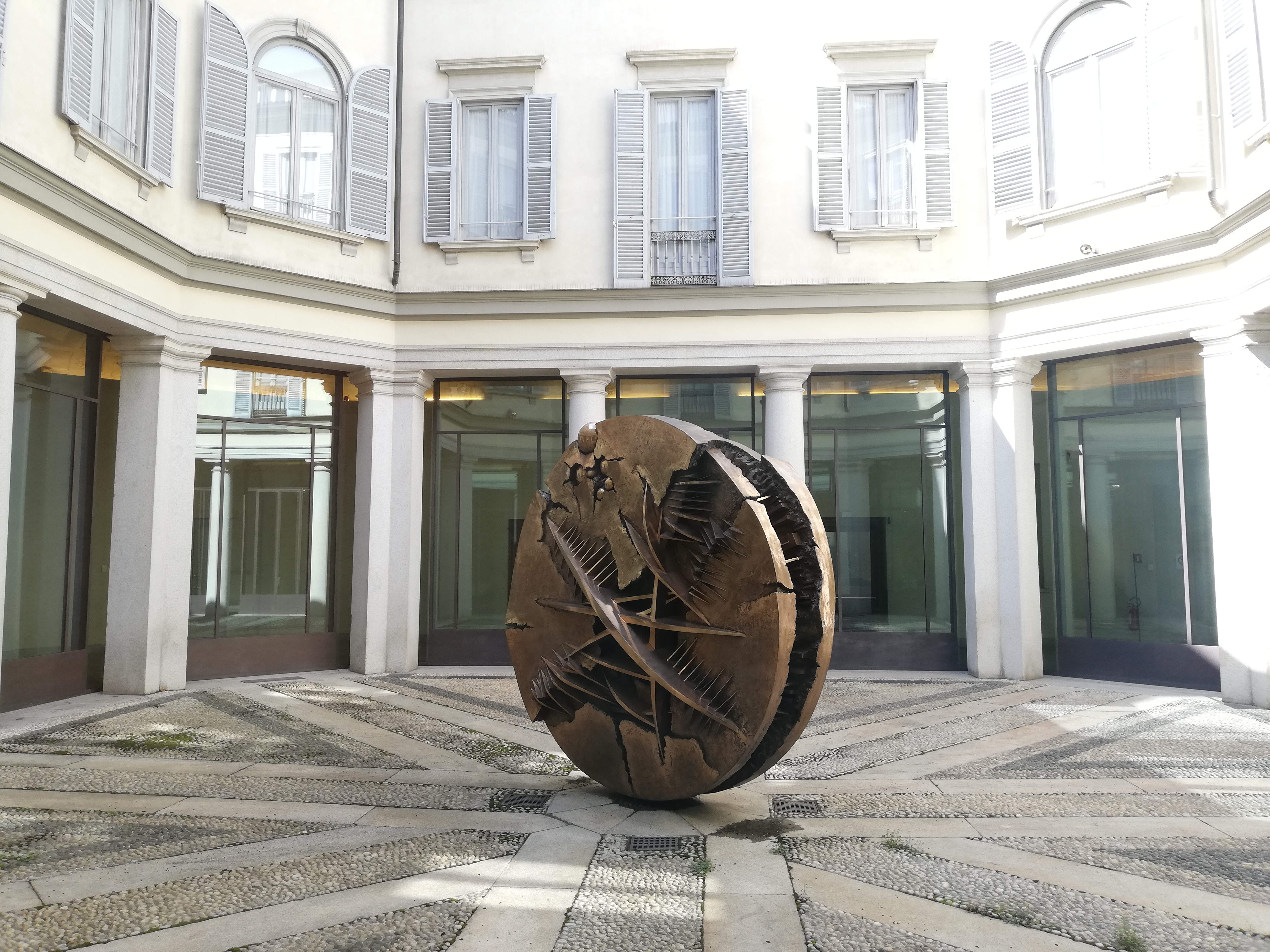
Disco in forma di rosa del deserto n. 1 (1993-1994), patio del palacio Anguissola, Milán
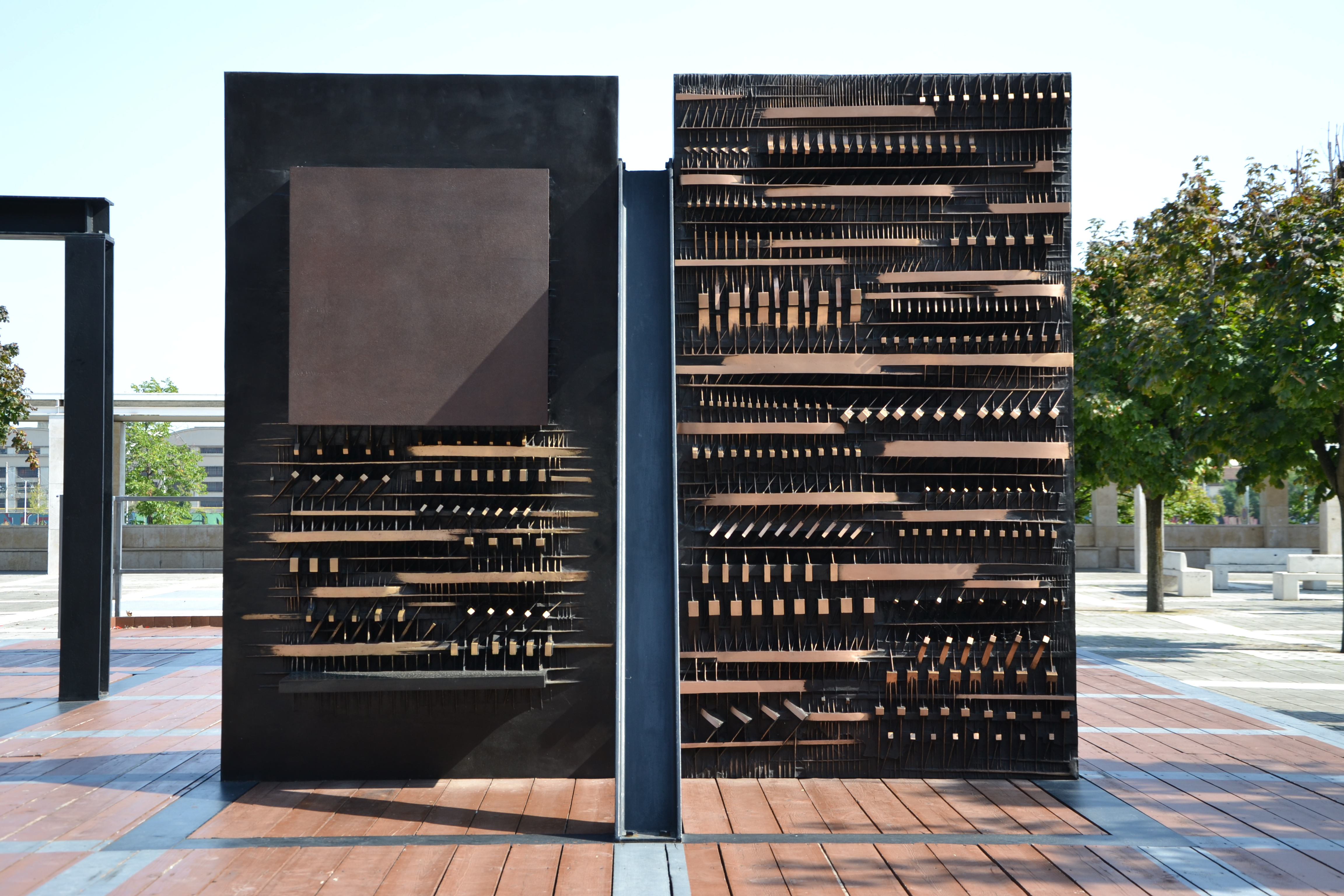
Pietrarubbia Group,  Universidad de Milán-Bicocca
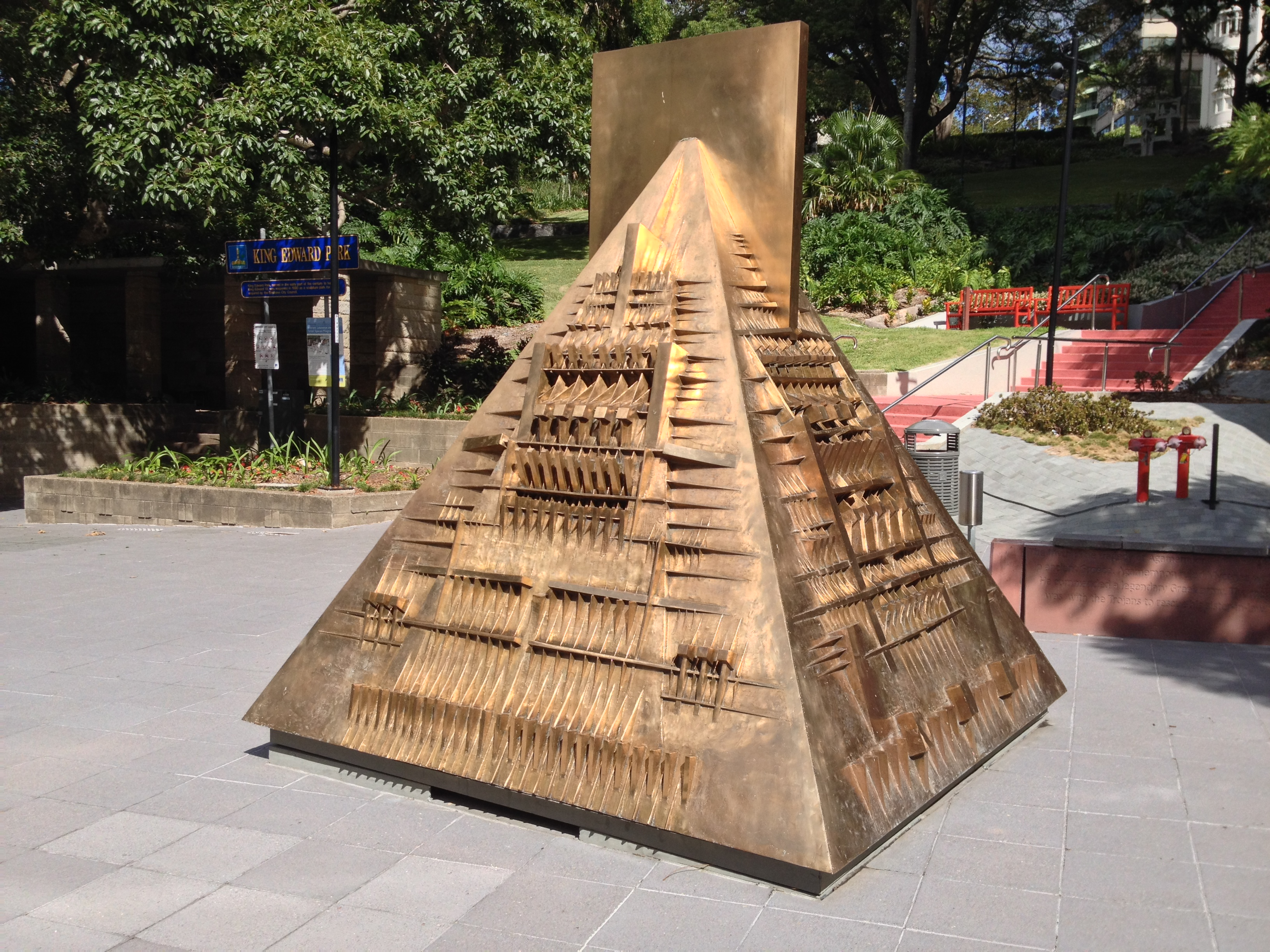
Forme del Mito, Turbot St, Brisbane

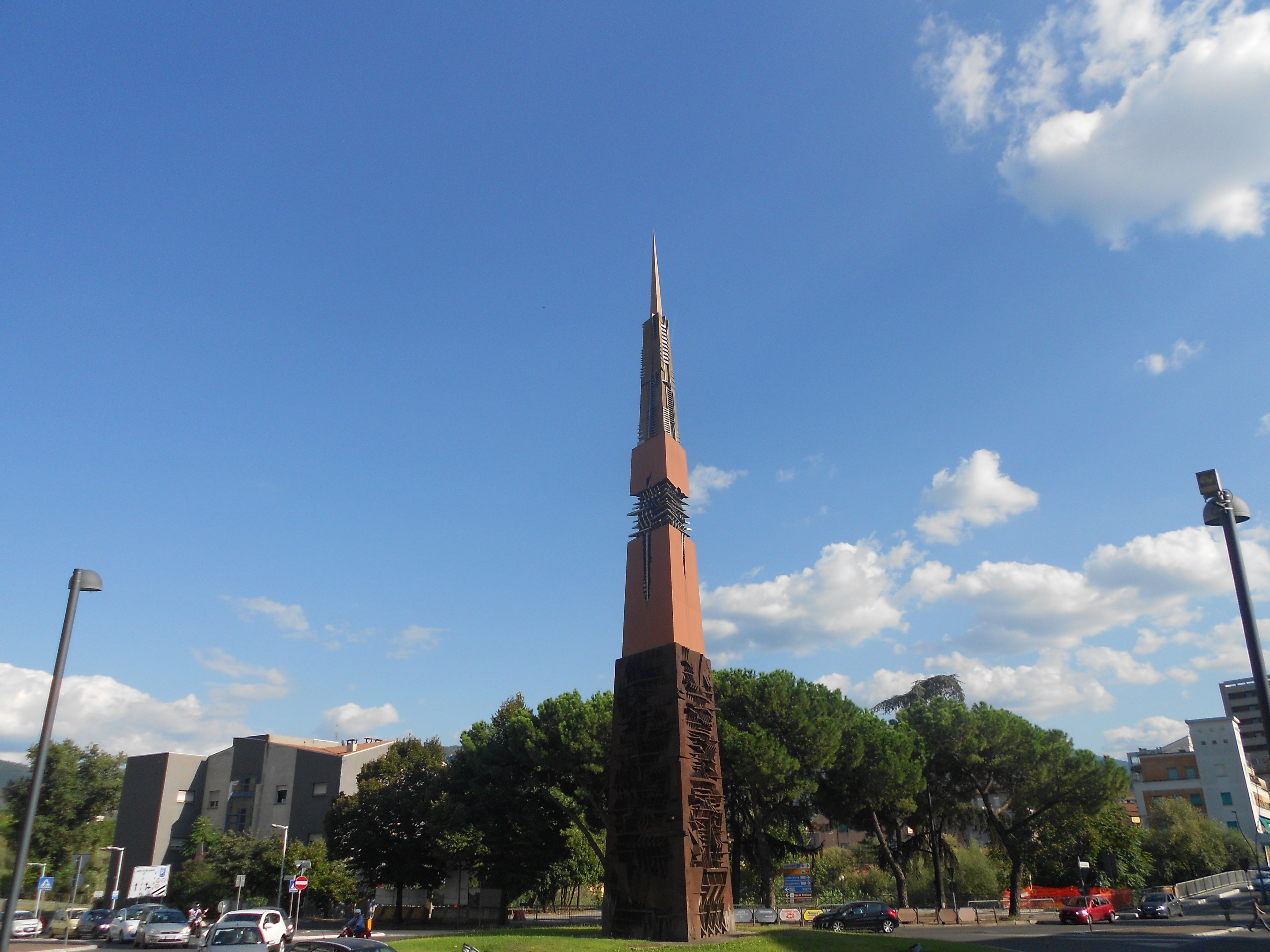
Lancia di Luce (1984-1991), Terni (30 m de altura y 5 m de lado)
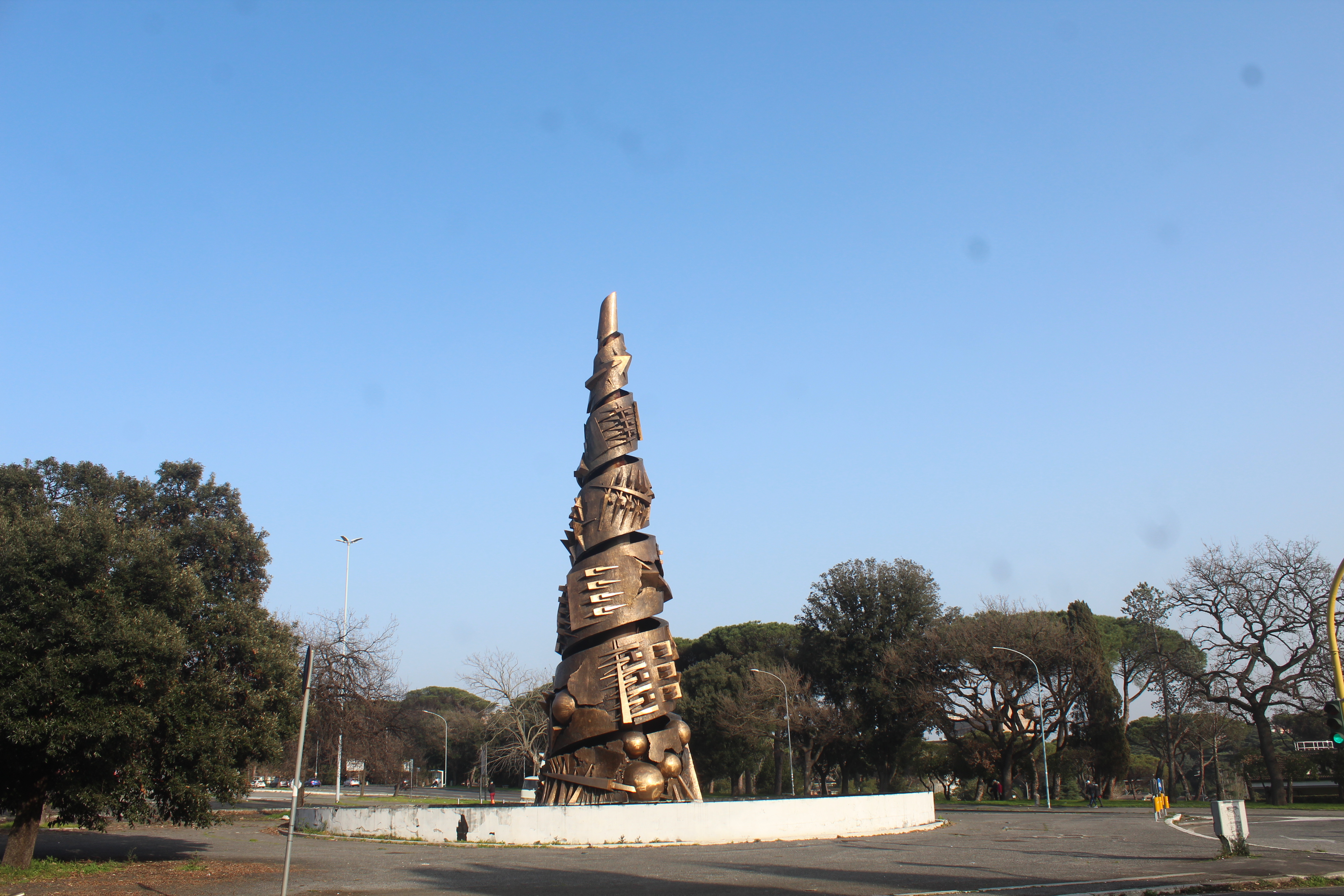
Novecento, Roma
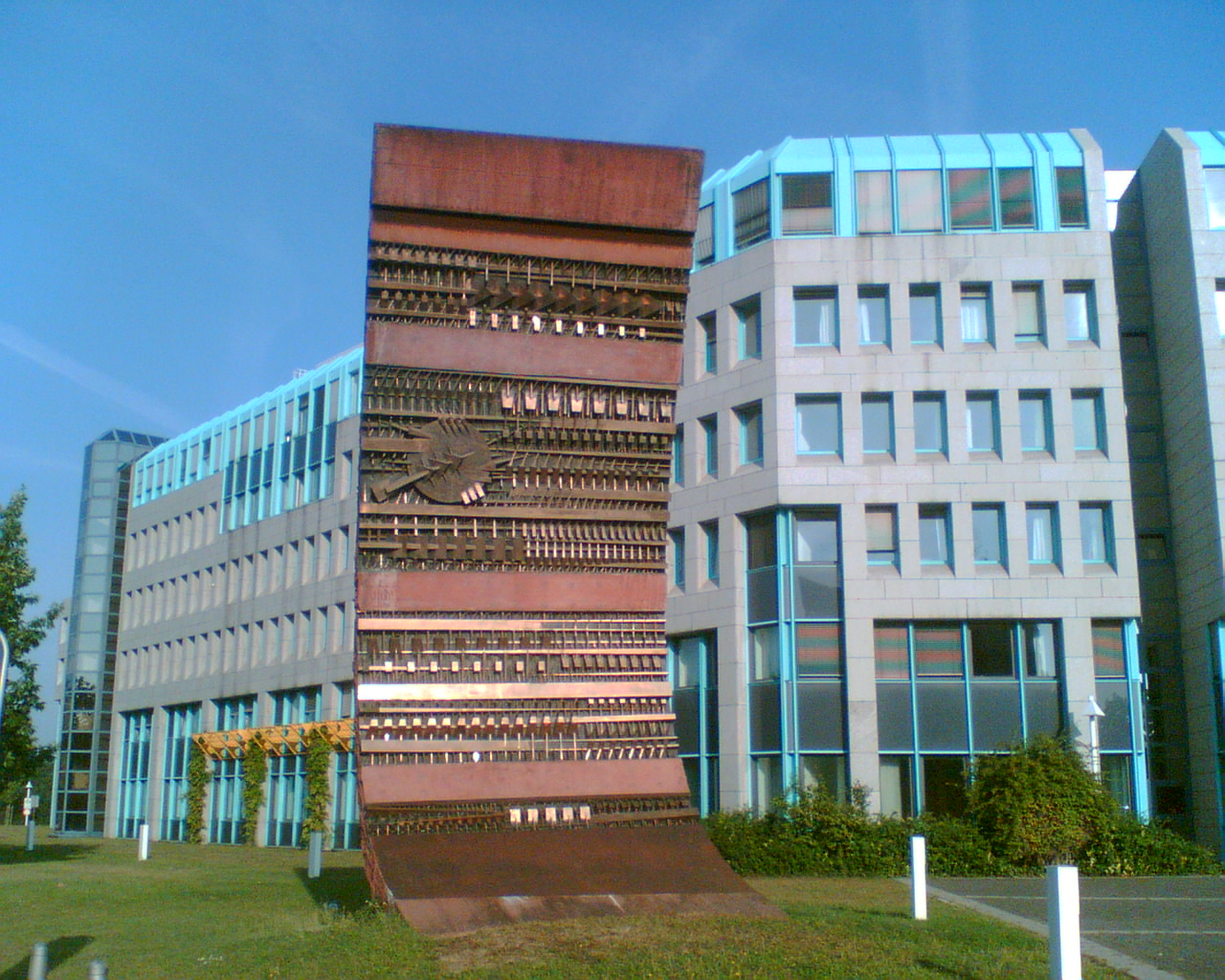
Papyrus, Darmstadt
La Grande Prua Rimini